# Japanske fastland
Det japanske fastland (内地 naichi, bogs. "indre øer") er et udtryk til at skelne området Japan fra dets yderliggende territorier. Det var det officielt udtryk i Mellemkrigstiden, til at skelne mellem Japan og kolonierne i Østasien. Efter afslutningen af 2. verdenskrig, blev udtrykket ualmindeligt, men bruges stadig som et uofficielt udtryk til at skelne Japan fra Okinawa eller Hokkaido.
Den bogstavelige japanske betydning kan bedst oversættes som indre Japan eller indre land. Udtrykket "fastlandet" er en upræcis oversættelse, fordi fastland som er regel den kontinentale del af en region, i modsætning til øer.
Det er også lidt forvirrende, da det japanske fastland er defineret til at bestå af flere store øer (Hokkaido, Honshu, Kyushu, Shikoku) og mange mindre. Udtrykket det japanske fastland er også undertiden brugt til at oversætte Honshu, den største ø, dog ikke naichi.

## Historisk brug
I det japanske kejserrige fra førkrigstiden, referrede naichi til fastlandet i kejserriget. De andre områder i kejserriget blev kaldt gaichi (外地, bogs. "ydre land").
1 i Grundloven (共通法) opregner de territorier med juridiske jursidictions, nemlig:
- Naichi (japanske fastland),
- Chousen (Korea),
- Taiwan,
- Kwantung-provinsen og
- Nanyouøerne.[1]

Med andre ord, så bestod Naichi af de følgende:
- Sydsakhalin
- Kurilerne
- Hokkaido
- Honshu
- Shikoku
- Kyushu
- Izuøerne
- Boninøerne
- Okinawa
- Mindre ydere øer omkring dem

Selv om det aldrig har været afskaffet, mistede Grundloven virkning fra håndhævelse efter Japan mistet alle de tidligere kolonier, eller gaichi som et resultat af 2. verdenskrig.

## Moderne brug
Indbyggerne på Hokkaido og Okinawa bruger til tider naichi til at henvise til "fastlandet", eksklusiv disse områder. Dagligdagsbrugen er officielt "forkert", da begge områder er lovligt inden for naichi. På Hokkaido, er den officielle betegnelse, der refererer til Japan, undtagen Hokkaido Dōgai (bogs. udenfor Hokkaido). Med Dōgai der er ved at blive almindeligt selv i dagligdagsbrug, stopper naichi med at blive brugt.